# Harry Pollak
Harry Pollak, dle matriky narozených Jindřich Pollak (1923 Semtín u Votic, Československo – 2014 Netstal, Švýcarsko) byl český strojař a ekonom židovského původu. Většinu svého života strávil v exilu, kde se věnoval především sanacím podniků světového významu. Byl kupříkladu součástí týmu, který pomáhal zachránit britskou automobilku Aston Martin před krachem, pracoval pro IBM, německé závody Krupp či britský Dunlop a zabránil úpadku švýcarských papíren, řady strojírenských společností či největšího evropského výrobce tištěných spojů.

## Život
Harry Pollak se narodil jako jediné dítě v rodině velkostatkáře obhospodařujícího čtyři dvory (v Semtíně, Božkovicích, Petrovicích a Drachkově) v Jižních Čechách o celkové rozhloze 150 hektarů. Holokaustu unikl jen díky tomu, že ho rodiče poslali na studia do Francie. Za druhé světové války bojoval proti nacistům a do Československa se vrátil až v roce 1945 spolu se spojeneckou západní armádou.
Ani po válce si ale neužil klidu. Byl prohlášen za Němce a kolaboranta, pročež mu úřad ve Voticích bránil 3 roky ve vydání majetku. Ještě před komunistickým převratem v roce 1948 mu bylo zabráněno dokončit studium strojního inženýrství. Akční výbor vedený komunistickým vrátným z hlavní budovy rozhodl, že titul strojního inženýra na Českém vysokém učení technickém v Praze nedostane. Po komunistickém puči mu byl v roce 1949 definitivně zabaven zděděný majetek, který krátce předtím vysoudil. Za dramatických okolností uprchl se ženou Jarmilou před komunistickou zvůlí přes Šumavu nejprve do Německa, následně nalezl azyl ve Spojeném království a kde též dokončil svá studia. Se ženou Jarmilou má syna René Thomas.
Harry Pollak chtěl koncem 80. let 20. století získat doktorát v oboru "uzdravovatele nemocných podniků" na Bertriebwirtschaftliches Innstitut v Curychu. Protože ale podmínkou bylo studium doktorských předmětů, na školu nenastoupil. Doktorského titulu a uznání se dočkal až v České republice o dvě desetiletí později. V roce 2003 získal doktorát v oboru podniková ekonomika na Vysoké škole ekonomické v Praze. V roce 2016 bylo po Harry Pollakovi pojmenováno Centrum restrukturalizace a insolvence na VŠE a Harry Pollak a jeho zásluhy v oboru restrukturalizace podniku tak doznaly vysokého ocenění.
Během svého života působil především jako krizový manažer v celé řadě zemí. Vedle Spojeného království měl angažmá též v Německu, v Itálii, ve Spojených státech a nakonec se usadil v Netstalu ve Švýcarsku, kde v 91 letech zemřel.

## Pracovní kariéra
Tři měsíce po útěku před komunistickým režimem do Spojeného království získal Harry Pollak své první exilové zaměstnání. 2. května 1950 nastoupil na místo projektanta v Carrier Engineering Co. Ltd. za plat 9 liber týdně. Rýsovala se před ním zářná budoucnost, kdy se za 10 až 15 let mohl vypracovat na projektanta-seniora a za 20 až 25 let mohl mít vlastní skleněnou kancelář s telefonem. To ho ale nelákalo, a tak se rozhodl pro změnu.
Mnohem více zodpovědnosti a lepší plat získal ve společnosti Brihtside Foundry ve funkci hlavního inženýra. Zanedlouho přistoupil k další změně a přijal místo v Northumberland Avenue, které pro něj bylo zklamáním.
První top-manažerskou pozici získal záhy díky své publikační činnosti a úspěšnému složení zkoušek (byl nejlepším absolventem), které mu zajistili místo přidruženého člena Svazu inženýrů-topenářů a vzduchotechniků (IHVE). Oslovil ho Američan p. Penfold, který ho najal na řízení společnosti vyrábějící klimatizaci Aarcon v Anglii. Výrobek byl ale nevalné kvality. P. Penfold uzavřel smlouvu s p. Hunkingem, jehož podnik Westool Ltd. měl vyrobit a prodat první sérii 2 500 klimatizačních jednotek Aarcon. Harry Pollak měl celou výrobu koordinovat. Sám později angažmá vnímal jako mezník v budoucí kariéře. Mezitím p. Penfold získal pro Harry Pollaka další zakázku od Express Dairy, kteří potřebovali vyvinout efektivní chladicí nákladní automobil. To se mu podařilo.
P. Penfold prodával především znalosti a zkušenosti Harry Pollaka. Proto s ním následně p. Hunking uzavřel novou smlouvu a Harry Pollaka od něj "vykoupil" a jmenoval ho generálním manažerem Westair Division, divize společnosti Westool.
Harry Pollak se stal členem Institutu strojních inženýrů (IMechE). Technika ho ale již dostatečně neuspokojovala, a tak se rozhodl přesunout své pracovní zájmy do oblasti podnikového poradenství. Pro Mead Carney & Co. v curyšské pobočce zaměřené na německé zákazníky od února 1961 zaváděl americký systém Value Analysis. Ve své pozici pracoval v Německu pro společnosti Auto Union, IBM, Krupp-Ardelt či Bargedorfer Eisenwerk. První nasazení ve Velké Británii bylo ve společnosti Sturtevant Engineering, následoval podnik vyrábějící elektrické spínače MEM, výrobce motorů pro domácí spotřebiče AEI či oddělení transformátorů English Electric a řada menších zakázek. Když ale chtěl ke dvou týdnům dovolené třetí neplacené dovolené na cestu do Kanady, nedostal je. Podal tedy výpověď, kterou firma přijala.
Po návratu z Kanady měl již zajištěné místo senior konzultanta ve společnosti Dunlop se 105 tisíci zaměstnanci po celém světě, kde od roku 1966 zaváděl Value Analysis a léčil firemní neduhy.
Následně byl přijat do nově vznikající společnosti Keyser Ullmann Industries, která se zabývala restrukturalizací podniků pro svou mateřskou banku. První zakázku dostal Harry Pollak na společnost Hallam Sleigh & Chestorn Ltd., kde byl dosazen do podnikové rady, aby společnost od základů restrukturalizoval a zachránil tak před bankrotem. Spolupracoval též se společností KBMS zabývající se průzkumem trhu, pro niž hledal a našel kupce AGB Ltd. Dalším z jeho případů byl výrobce přesného zařízení pro letecký průmysl Negretti & Zamba. Společnost restrukturalizoval a po dvou a půl letech dostal od správní rady stříbrnou mísu za zásluhy.
Banka Keyser Ullmann ovšem preferovala v té době rychlý zisk z realitních obchodů na úkor zdlouhavé a pracné restrukturalizace firem. Pro tým kolem Harry Pollaka se tak stával její kapitál nedostupným. Navíc následná realitní krize banku stáhla do propadliště dějin a banka zkrachovala. Harry Pollak se v roce 1972 rozhodl stanout na vlastních nohách jako podnikatel.

## Podnikatelská kariéra
Prvním soukromým klientem Harry Pollaka byla společnost Hallam Sleigh & Chestorn Ltd., s níž spolupracoval již za dob svého zaměstnaneckého poměru v Keyser Ullmann Industries. Chtěl ji připravit na pokles automobilového průmyslu. Firmu restrukturalizoval tak, že dostala ocenění londýnské burzy, ovšem hlavní ředitel Peter Cheston ho propustil s odůvodněním, že zaměstnanci nejsou spokojeni.
Po několika měsících testování dalších možností nalezl angažmá jako ředitel nové firmy Company Development (London) Ltd. vytvořené skupinou právníků, investorů a účetních. Jejich první zakázkou byla restrukturalizace zpracovatele stříbra John Betts & Sons. Její výrobu přesunul z centra Birminghamu na jeho periferii a i díky prodeji lukrativního pozemku a reinvestice zisku zachránil.
Zřejmě nejznámější účastí Harry Pollaka na restrukturalizaci podniku byla v automobilce Aston Martin. Majiteli automobilky, jímž byl sir David Brown, nepřinesla do té doby ani libru zisku a chtěl ji prodat. Kupcem se stala Company Development (London) Ltd., ale zaměstnanci Aston Martin po prodeji vyhlásili stávku. Po dvou dnech se zaměstnanci vrátili do práce a Harry Pollak se setkal s předáky třech odborových svazů, které v automobilce působily, a dohodl se s nimi na podmínkách, aby předešel dalším stávkám. Automobilku postavil na nohy a úspěšně působí dodnes.
S Company Development (London) Ltd. se Harry Pollak nerozešel v dobrém. Když se rodinné firmě John Betts & Sons začalo dařit a Harry Pollak chtěl dodržet slib a vyplatit rodině slíbený podíl na zisku, jeho další dva partneři a ředitelé byli proti. Ukončil proto v roce 1973 působení v Company Development (London) Ltd. a s ním i své angažmá v John Betts & Sons a Aston Martin.
Harry Pollakovi se nedařilo po odchodu z Company Development (London) Ltd. najít žádné angažmá. Vyučoval proto na částečný úvazek strukturu managementu na městské polytechnice. Do důchodu se ale nechystal. Když ztrácel naději na další práci, jeho žena Jarmila obvolala jeho přátele a uspěla u George Mandla. Ten Harry Pollakovi zavolal s nabídkou místa ve správní radě papírenské společnosti Thomas & Green Ltd. Následně pro George Mandla restrukturalizoval další papírny, včetně jedné ve švýcarském městě Netstal, kde se stal generálním ředitelem 1. června 1975. Jeho plat činil 1 500 CHF, což představovalo přibližně tři čtvrtiny příjmu nejméně placeného zaměstnance továrny. Jeho odměna byla závislá na výsledku restrukturalizace a zajištění ziskovosti podniku.
Při práci v netstalské papírně postupně získal více času a mohl se věnovat i "vedlejší práci". Jednou z nich byla distribuční firma motorových součástek Eschler Urania v Curychu. Tuto zakázku získal přes banku, která viděla podnik k likvidaci, což by ji ale připravilo o peníze investované do jeho financování. Harry Pollak se ujal restrukturalizace, od banky získal úvěr 1 mil. CHF a pro sebe si řekl 800 CHF denně, přičemž polovina částky byla splatná až po dosažení ziskovosti podniku. I v této firmě usedl na nejvyšší řídící post. Když se firmě začalo dařit, její hlavní akcionář se ji rozhodl prodat.
V roce 1981 zachraňoval Harry Pollak výrobce tištěných spojů Zbinden & Co. K významné restrukturalizaci se ale majitelé-bratři nerozhodli a hledal se pro firmu kupec. Stal se jím jeden z největších věřitelů a dodavatel surovin.
V roce 1982 působil jako poradce ve společnosti Ulrich Steinemann, která se zabývala výrobou strojů na zlošťování zbroušených dřevěných desek. Navrhl řadu opatření k záchraně společnosti, ale ze strany vedení se setkal jen s malou odezvou. Na navržený rozpočet pro rok 1983 již nikdo nereagoval.
V roce 1985 byl bankou doporučen Rolfu Wenkovi, zakladateli a majoritnímu akcionáři bez nástupců, který chtěl prodat svou firmu W. Wenk na výrobu přesných součástí pro lékařské a vojenské účely, ale nesouhlasil s cenou 1 mil. CHF, na kterou její cenu odhadla banka. V listopadu 1985 po provedených opatřeních doporučených Harry Pollakem a zvýšení objednávek o 30 % navzdory zvýšení ceny výrobků hlavní odběratel firmy podal nabídku převzetí za 4,5 mil. CHF.
V roce 1986 se odebral na pracovní odpočinek.

## Publikační činnost
S publikační činností začal Harry Pollak záhy po příchodu do Spojeného království. Na odborné konferenci potkal redaktora časopisu Inženýr-topenář, který byl ochoten si jeho články přečíst. Harry Pollak napsal přes víkend svou první stať, která byla otištěna a za níž obdržel i drobný autorský honorář. Následovala řada dalších článků, publikovaných též v časopisech Strojní inženýr či IHVE Journal.
Současně při práci pro Mead Carney & Co. sepsal Harry Pollak pětisetstránkovou příručku Management Audit Manual, která vychází z jeho zkušeností. Další spisy a knihy sepsal v době působení pro společnost Dunlop. Po spisu Value Analysis jako základ průpravy inženýrů pro management následovala Dunlopova kniha hodnot sloužící především členům jeho týmu. V roce 1967 publikoval knihu Řízení podnikové činnosti.
Po ukončení působení v Company Development (London) Ltd., kdy se Harry Pollakovi nedařilo najít další zakázky, v roce 1973 sepsal své zkušenosti do podoby bajek Scvrkající se džbery a jiné bajky ze současnosti, která byla propadákem a většina ze 100 tisíc výtisků zůstala Harry Pollakovi.

### Audio kniha
- Můj život: Harry Pollak – muž, který zachránil značku Aston Martin

### Rozhovory s Harry Pollakem
- Němci byli nepřátelé, zrada Čechů mě bolí víc, říká židovský emigrant Harry Pollak, 18. 11. 2010, xman.cz
- Harry Pollak: Muž, který zachránil Aston Martin, 15. 1. 2011, Český rozhlas, Radio Praha
- Harry Pollak: Od nucené emigrace až po doktora Ph.D., 12. 6. 2012, VŠE v Praze
- Harry Pollak, v roce 2013 natočil a v lednu 2014 zpracoval Luděk Jirka, Paměť národa
- Harry Pollak: Můj život, 17. 6. 2015, Český rozhlas, Vltava